# Giri Giri Chop
"Giri Giri Chop" là đĩa đơn thứ 26 của B'z được phát hành vào 9 tháng 6 năm 1999. "Giri Giri Chop" được sử dụng làm bài hát mở thứ 6 cho phim Thám tử lừng danh Conan và bài hát "một" cũng được sử dụng như bài hát chủ đề phim thứ ba Thám tử Conan: Phù thủy cuối cùng của thế kỷ. 

## Danh sách Track
1. Giri Giri Chop (ギリギリ Chop?)
2. One